# Филипп II (ландграф Гессен-Рейнфельса)
Филипп II Гессен-Рейнфельсский (нем. Philipp II. von Hessen-Rheinfels, также Филипп Младший (Philipp der Jüngere); 22 апреля 1541, Марбург — 20 ноября 1583, крепость Рейнфельс) — первый и единственный ландграф Гессен-Рейнфельса.

## Биография
Филипп — сын ландграфа Филиппа I Гессенского и его супруги Кристины, дочери герцога Георга Саксонского.
В 1552 году 11-летнего Филиппа, переодетого в девичье платье, передали послам короля Франции Генриха II в Базель в залог того, что Гессен будет придерживаться Шамборского договора. Филипп прожил некоторое время при французском дворе.
После смерти отца Гессен был разделён между четырьмя братьями, и Филипп в 1567 году стал ландграфом Гессен-Рейнфельса. Его владения составляли около восьмой части гессенских земель. В 1569 году Филипп женился на Анне Елизавете Пфальцской, его тестем стал курфюрст Фридрих III Пфальцский. При ландграфе Филиппе Якоб Теодор Табернемонтанус в 1568 году впервые опробовал минеральные источники в Швальбахе.
Филипп Гессен-Рейнфельсский умер в перестроенной им крепости Рейнфельс и был похоронен в монастырской церкви в Санкт-Гоаре, где его брат Вильгельм возвёл монументальный надгробный памятник в стиле ренессанс. У Филиппа не было детей, и Гессен-Рейнфельс унаследовали его братья. Вильгельм IV Гессен-Кассельский получил большую часть, графство Нижний Катценельбоген; Георг I Гессен-Дармштадтский унаследовал Шоттен, Дорнфельс и Гомбург. К Людвигу IV Гессен-Марбургскому отошли Лисберг, Ульрихштайн и графство Иттер.